# Code: 9
Code: 9 es un reality de cámara escondida que se estrenó el 26 de julio de 2012 en Disney Channel Estados Unidos. Es presentado por la estrella de In the Qube Wes Dening. La serie consiste en una familia haciendo una broma con sus padres y no sospechan nada. Todo el grupo tiene que planificar y ejecutar una broma con un miembro de la familia y luego ir de incógnito para hacer la broma. La serie es la segunda serie de broma de mal gusto sin guion de Disney Channel después de PrankStars en 2011. Lleva una guía de padres TV-G. En Disney Channel Latinoamérica se estrenó el 28 de diciembre de 2012.

## Episodios
| Temporada | Temporada | Episodios | Estados Unidos      | Estados Unidos           | Latinoamérica           | Latinoamérica        | España                                                             | España                |
| Temporada | Temporada | Episodios | Estreno             | Final                    | Estreno                 | Final                | Estreno                                                            | Final                 |
| --------- | --------- | --------- | ------------------- | ------------------------ | ----------------------- | -------------------- | ------------------------------------------------------------------ | --------------------- |
|           | 1         | 6         | 26 de julio de 2012 | 28 de septiembre de 2012 | 28 de diciembre de 2012 | 1 de febrero de 2013 | 30 de diciembre de 2013 (Preestreno) 16 de enero de 2014 (Estreno) | 19 de febrero de 2014 |